# سوق السيدة عائشة

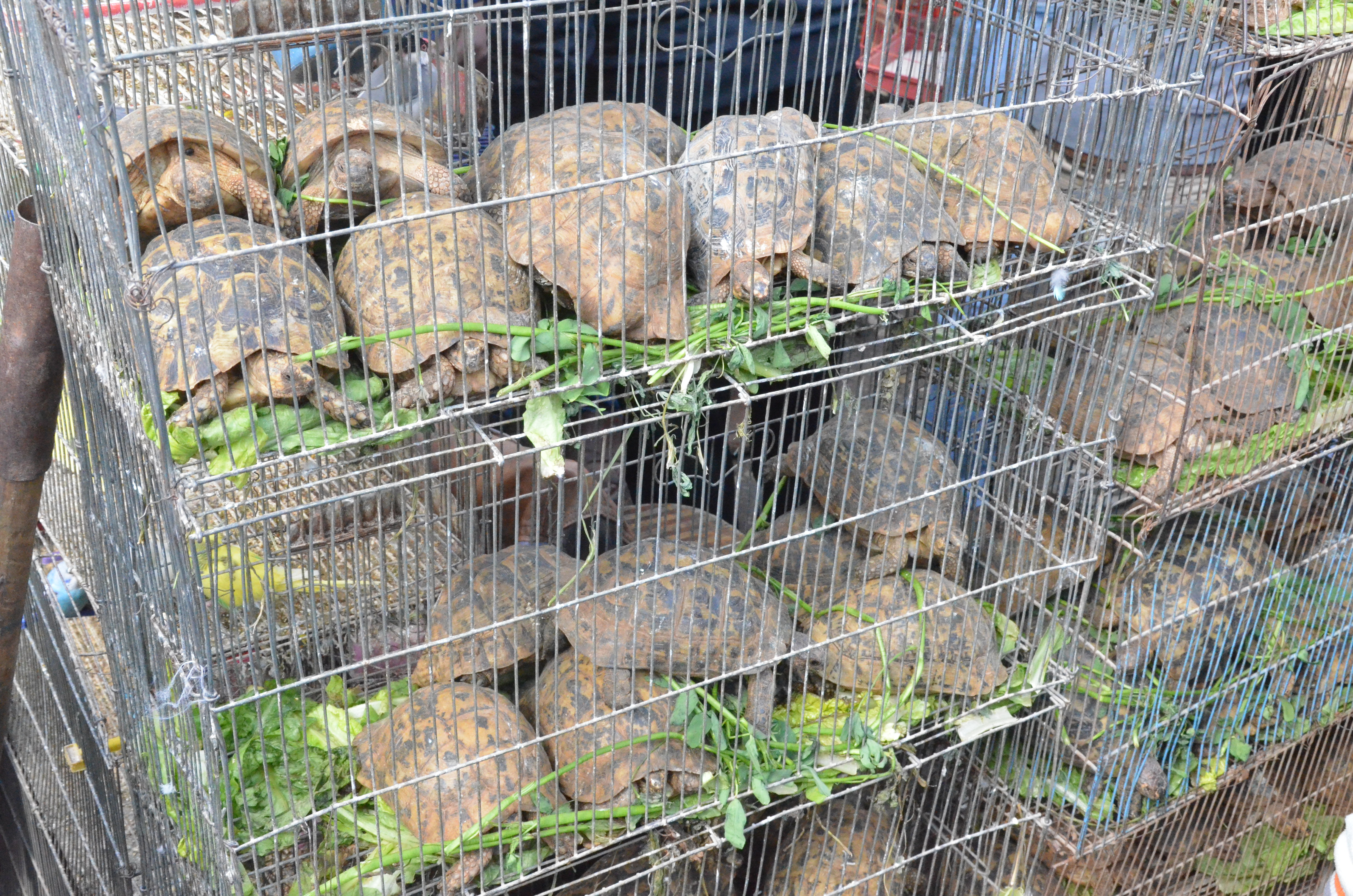
بيع السلاحف البرية في سوق الجمعة في القاهرة

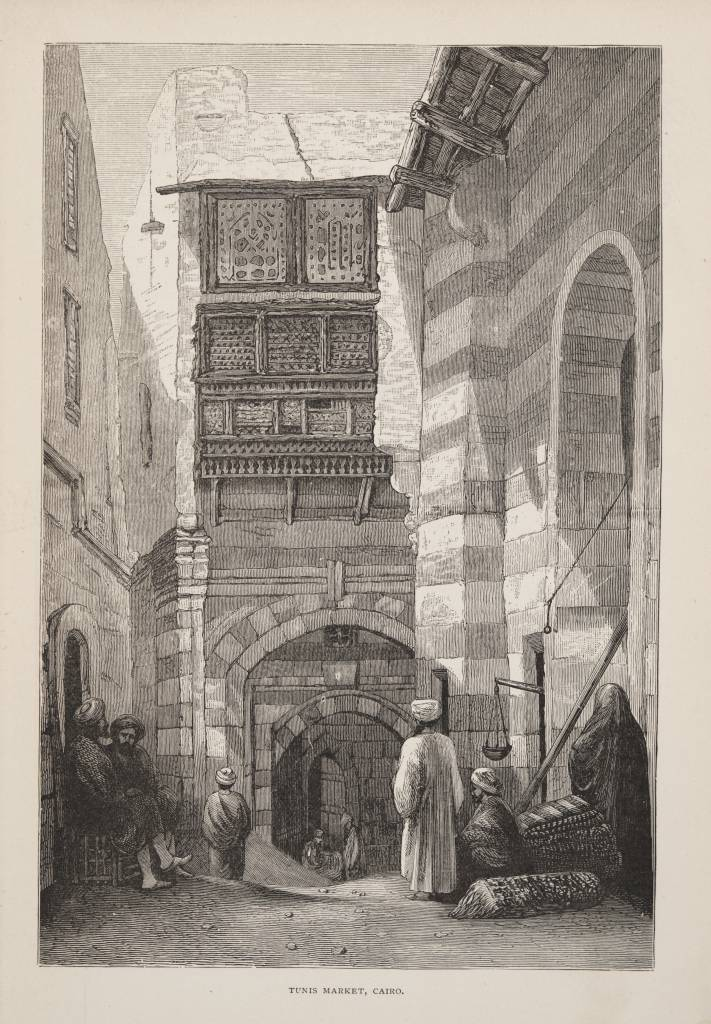
السوق سنة 1890م

سوق السيدة عائشة (بالإنجليزية: Souq al-Goma'a)‏ (بالإنجليزية: Souq Sayeda Aicha)‏ ، هو سوق شعبي في القاهرة قرب قلعة صلاح الدين، يسمى احيانا ب سوق الجمعة أو سوق القلعة أو سوق التونسي أو سوق الحمام أو سوق الثعابيين  ويعقد في يومي الجمعة والأحد من كل اسبوع ويقسم إلى اقسام لسلالات الحمام واسماك الزينة وطيور الزينة وكلاب الحراسة وسلالات خاصة من البط والدجاج والارانب ويتم به بيع الحيوانات الخاضعة لاتفاقية سايتس بصوره غير قانونية مثل الثعابيين والسلاحف البرية والحرباء والايجوانا والخفافيش وتمساح النيل والقرود والببغاء الرمادي وامازون اصفر الجبهة ومينا التلال وكوكاتو بالإضافة لبعض أنواع الحيوانات البرية المصرية بالمخالفة لقوانين الحياة البرية المصرية  

## معرض الصور

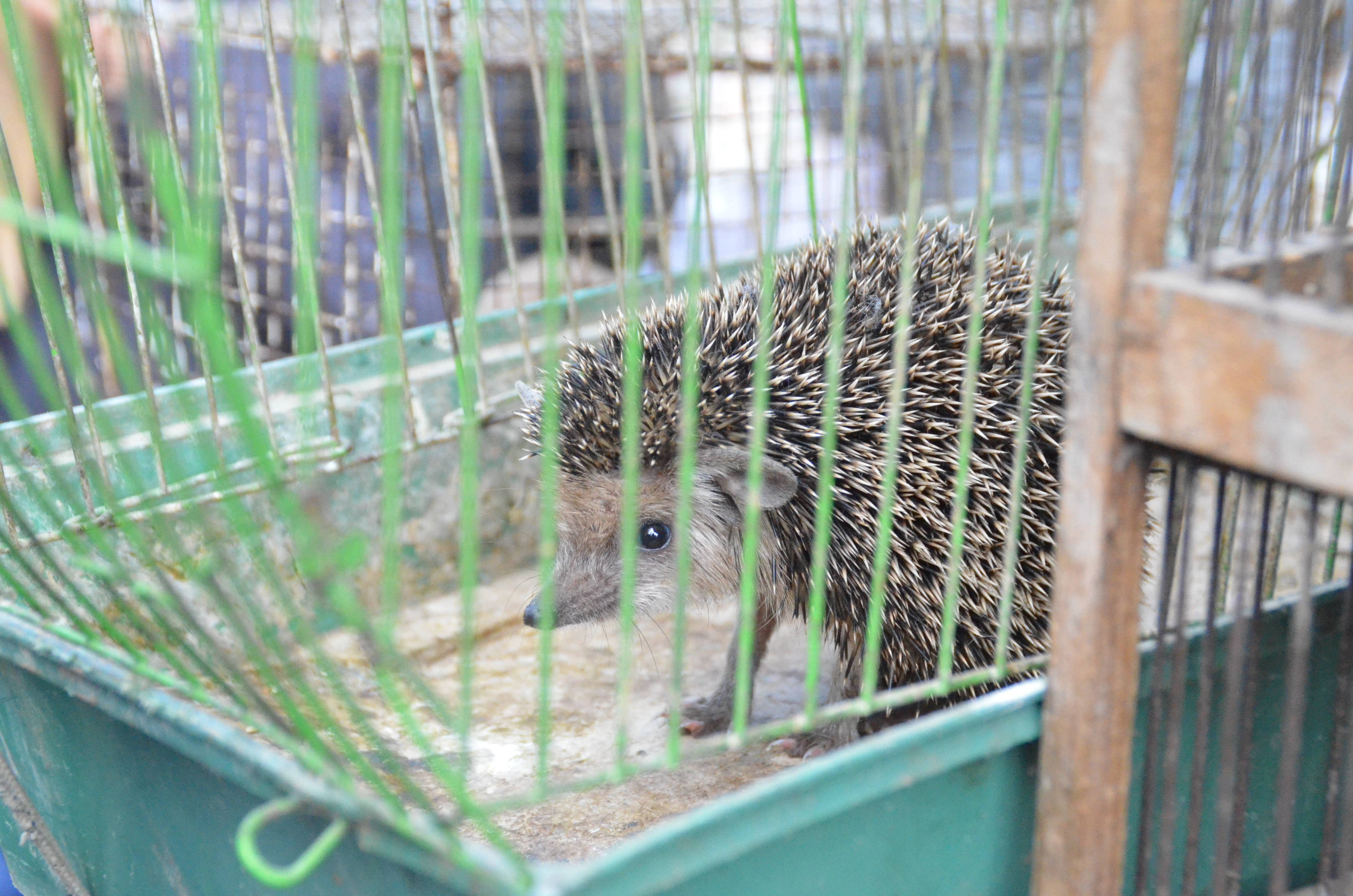
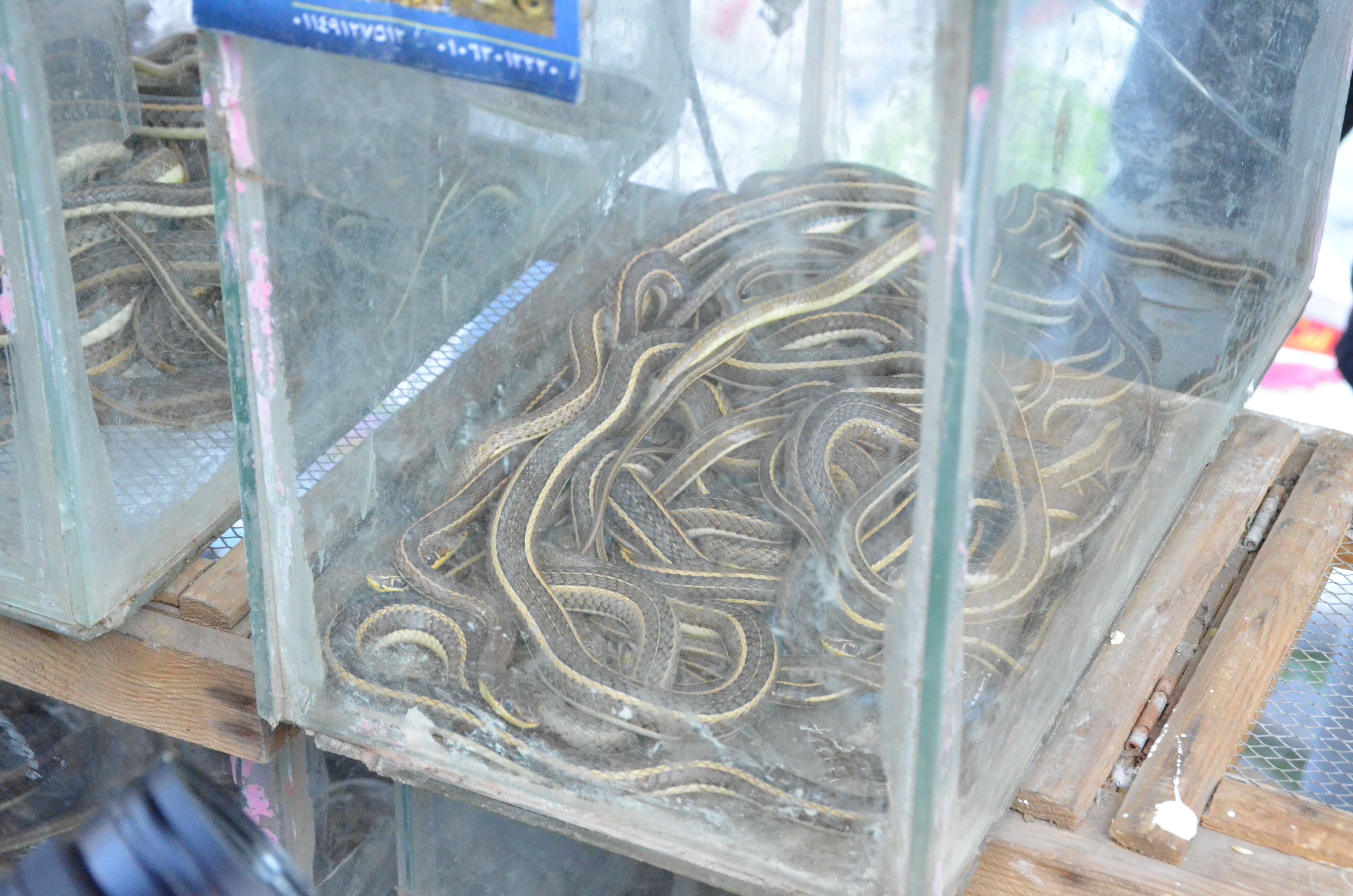
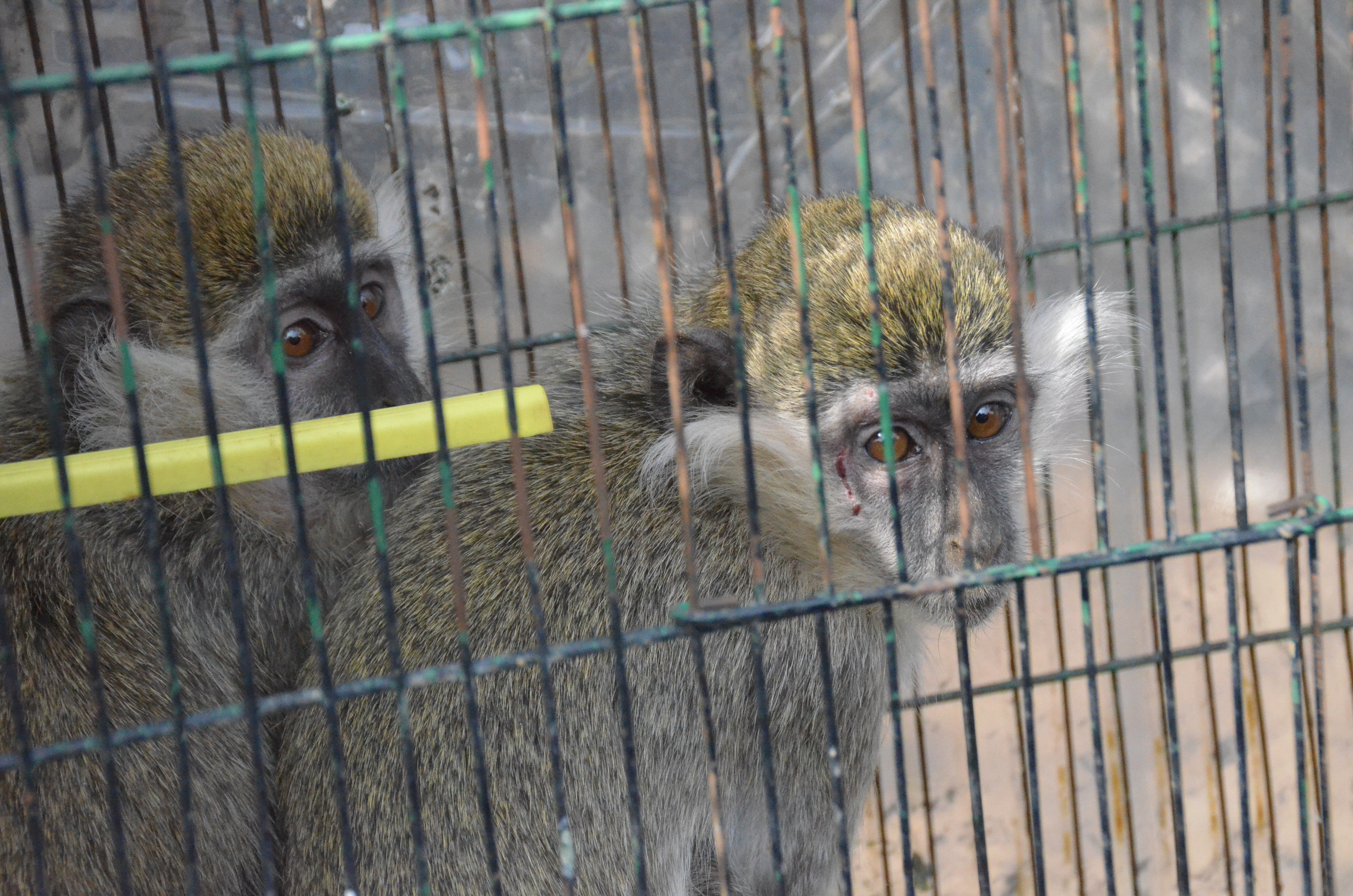
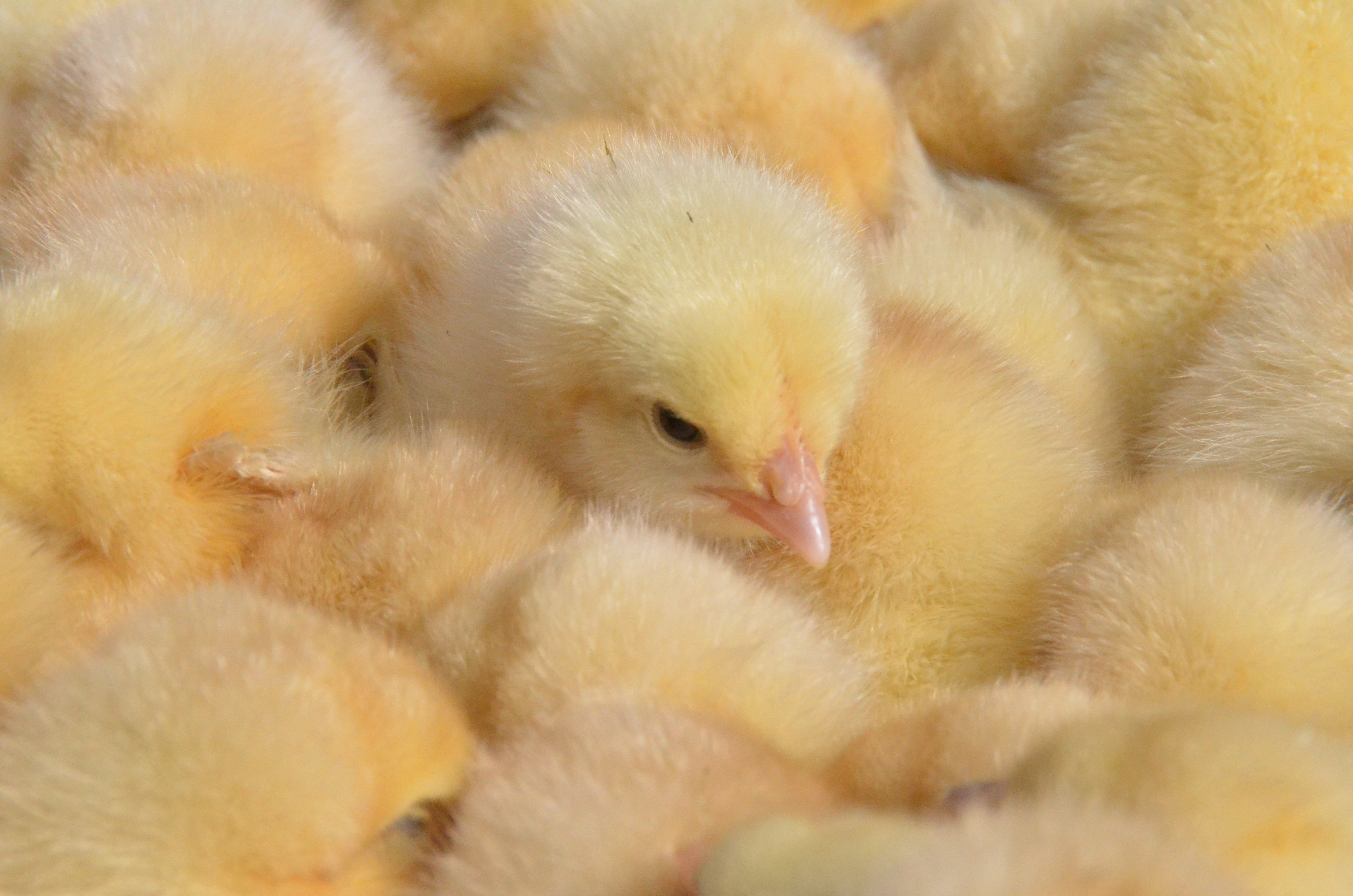
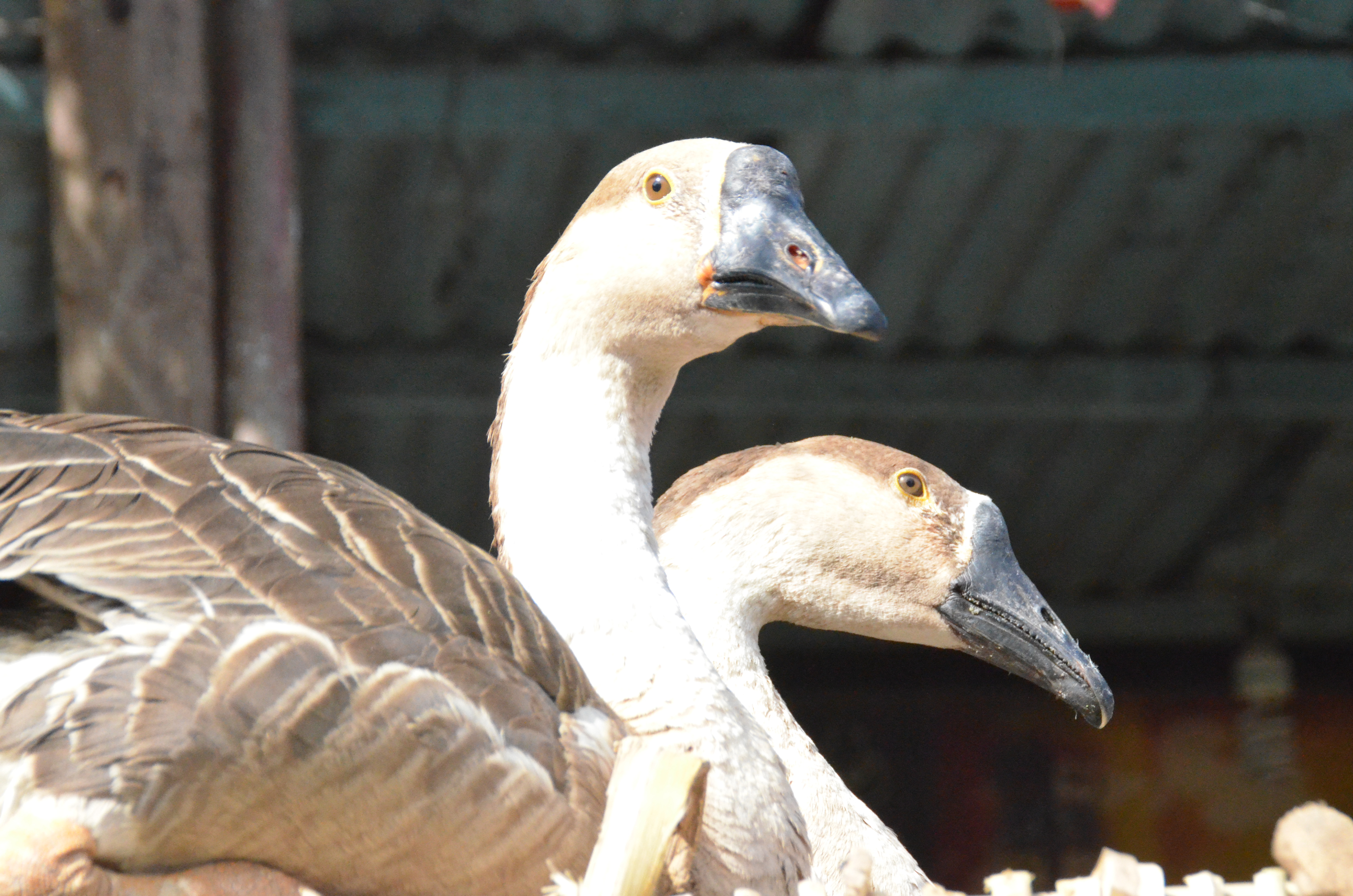
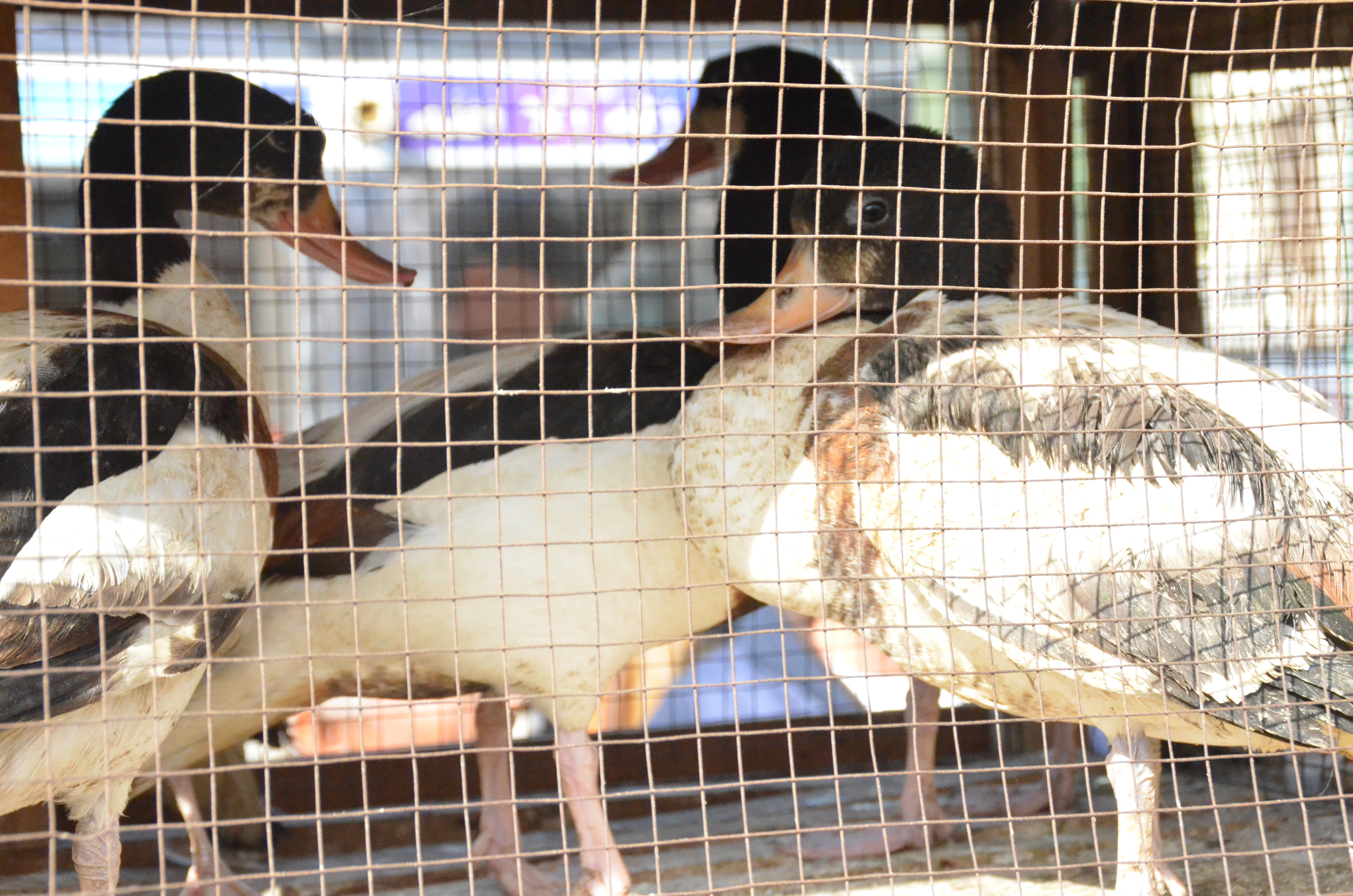
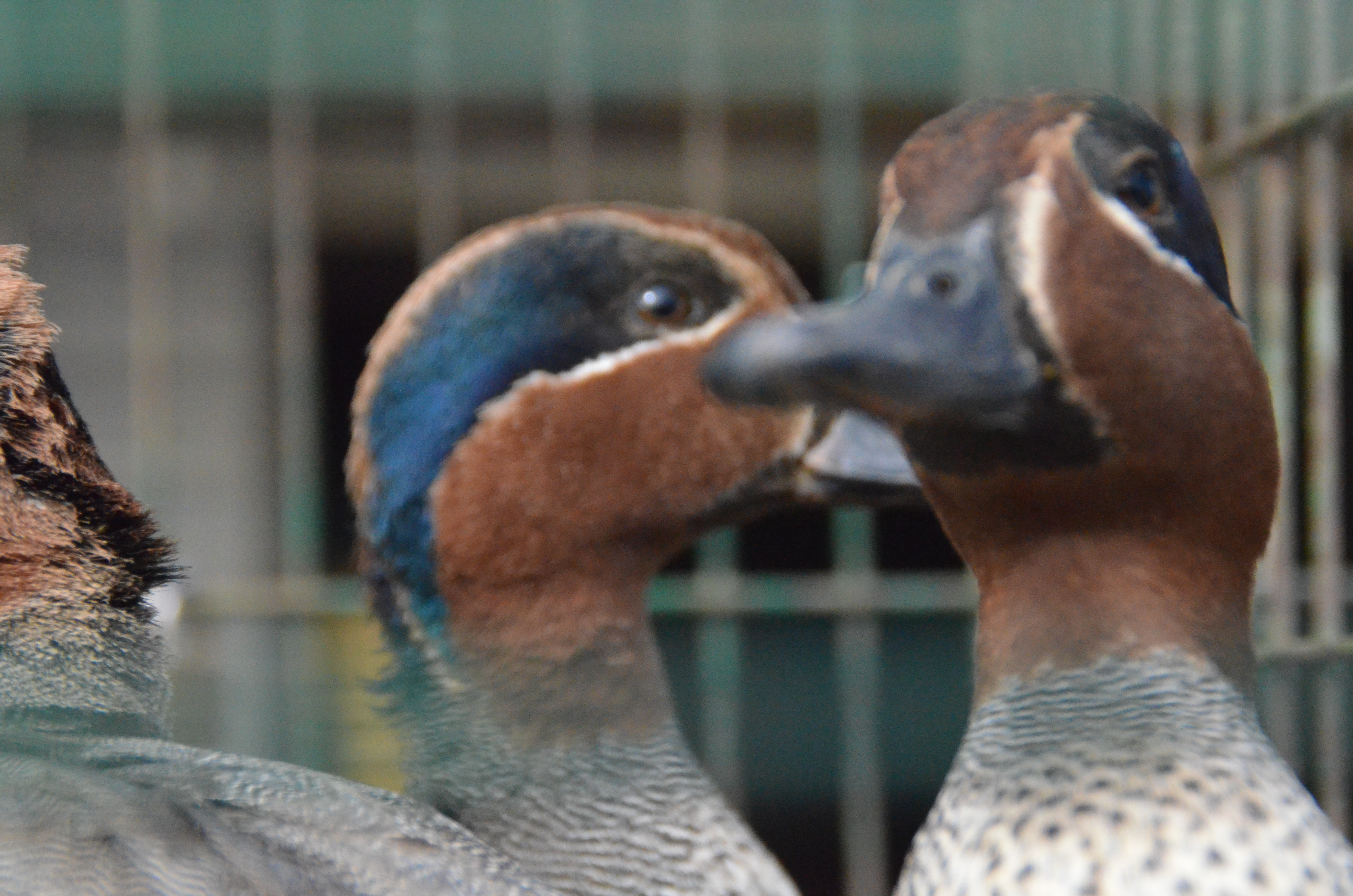
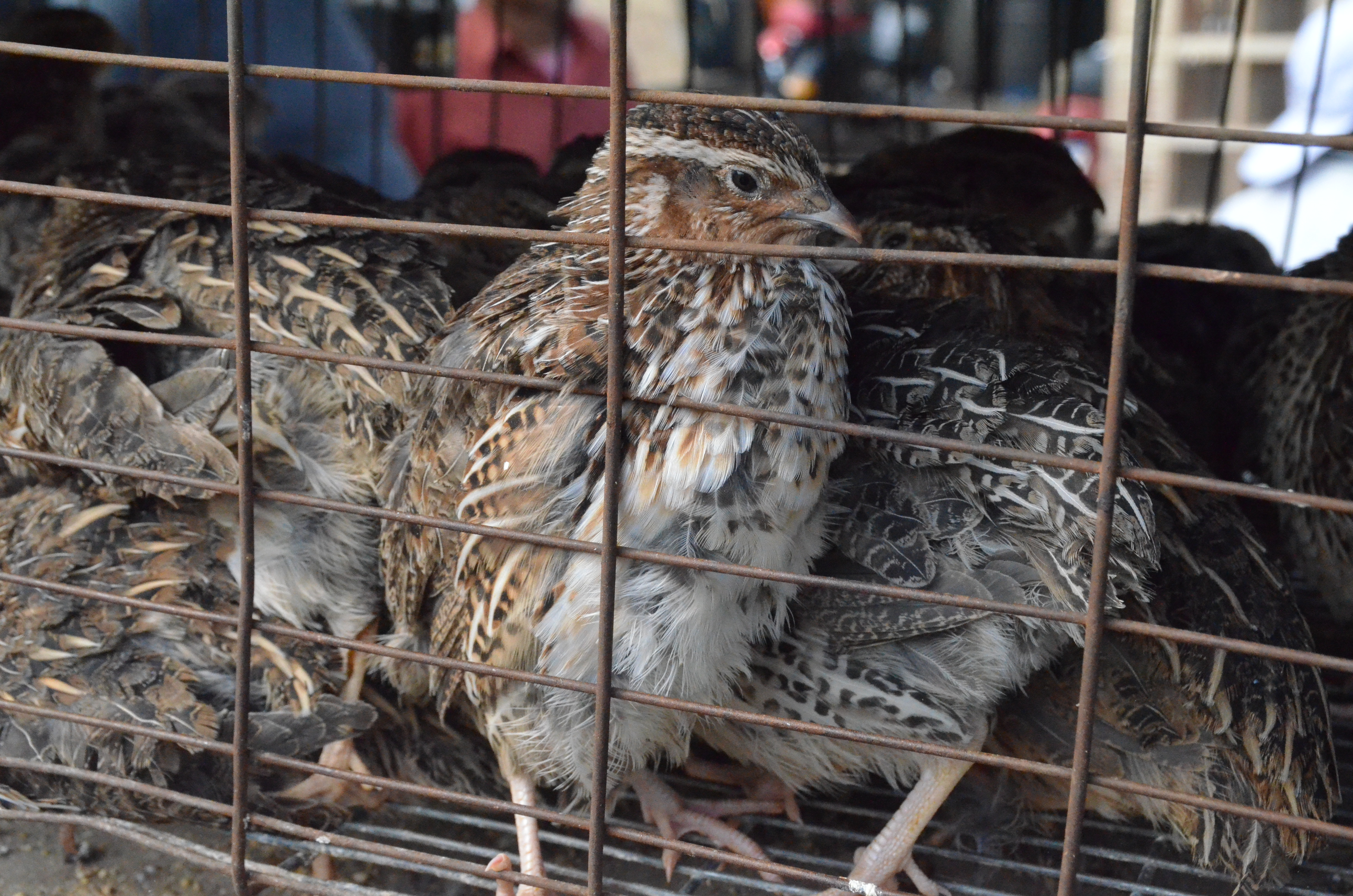
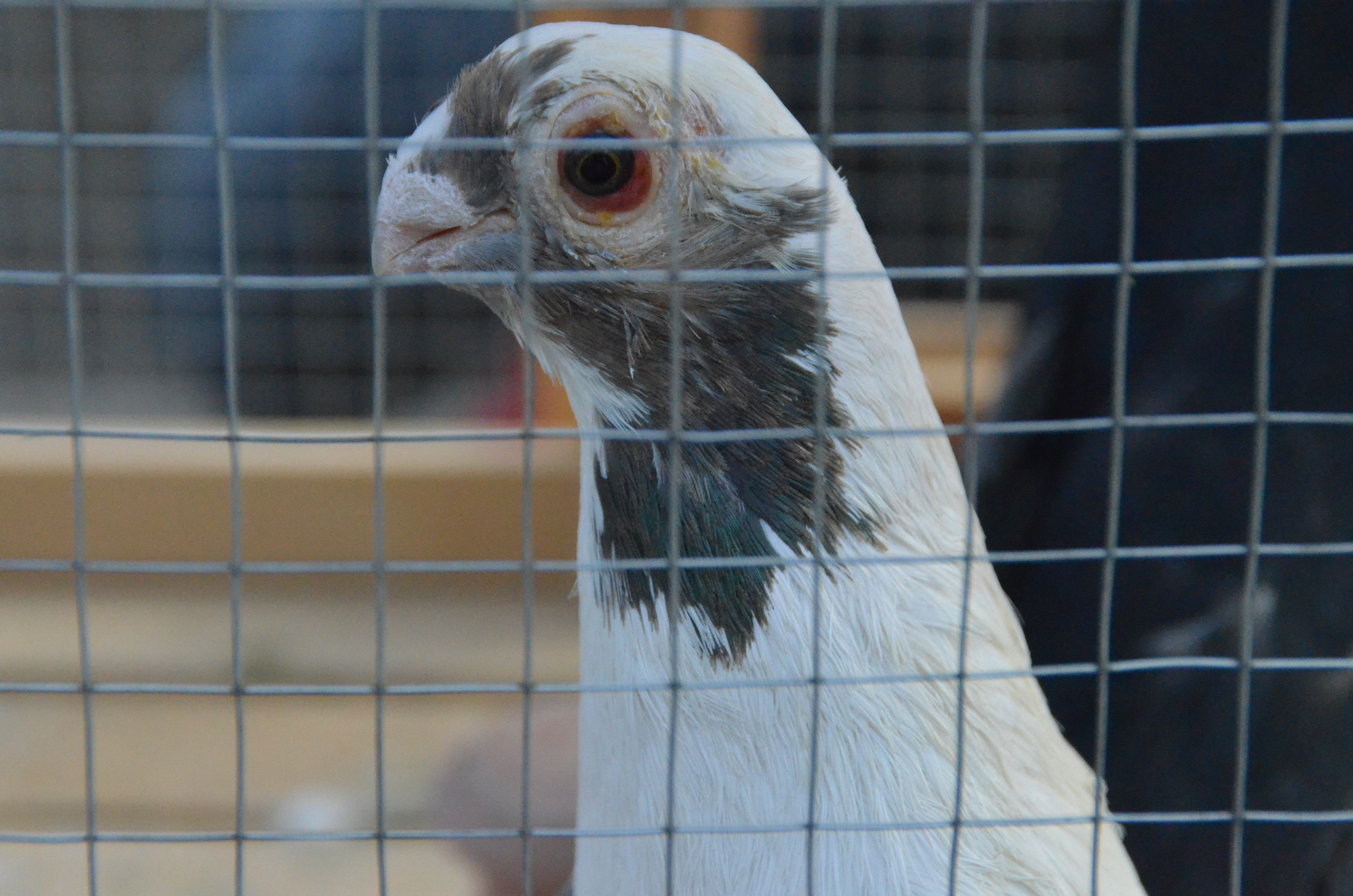
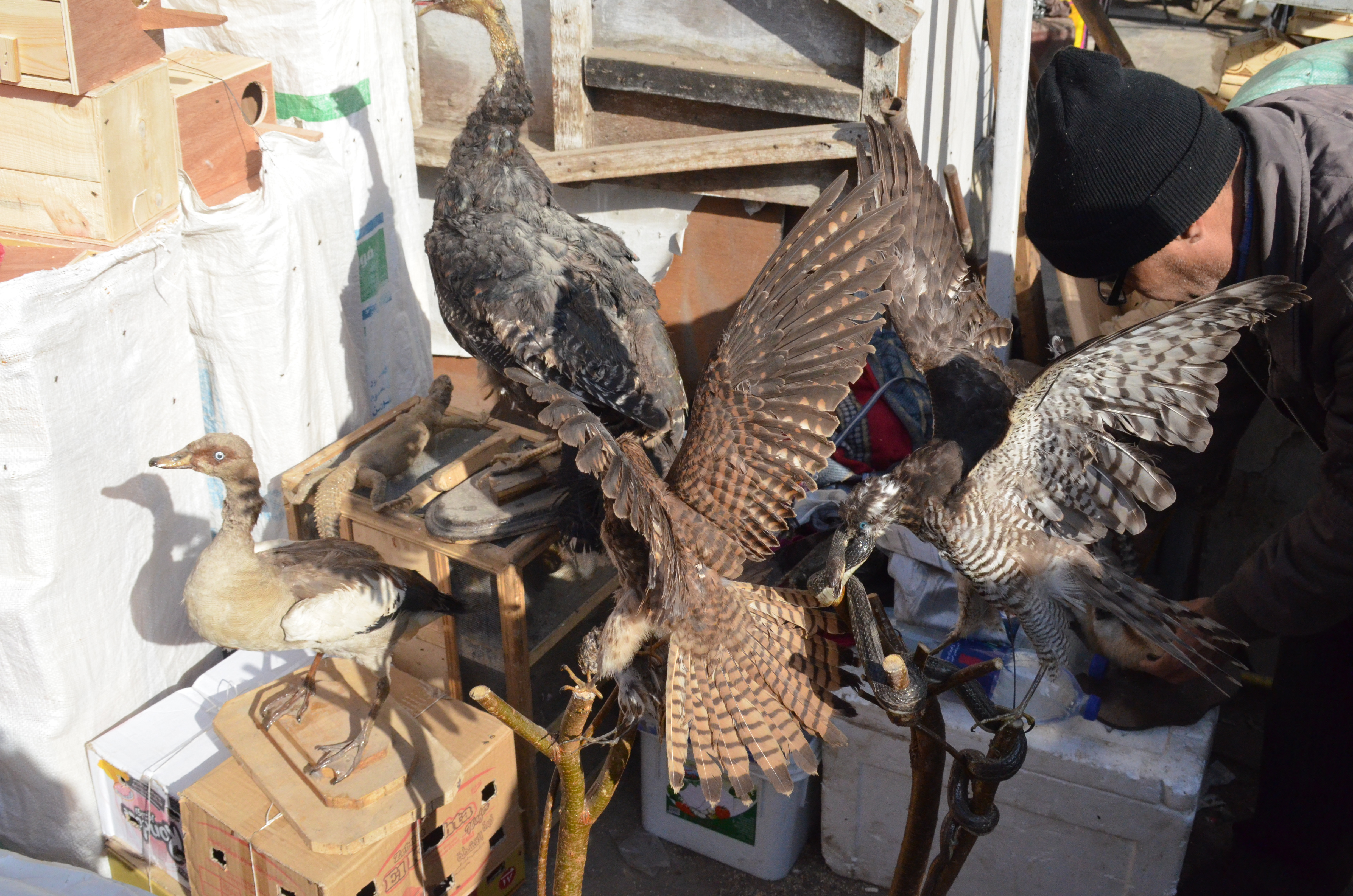
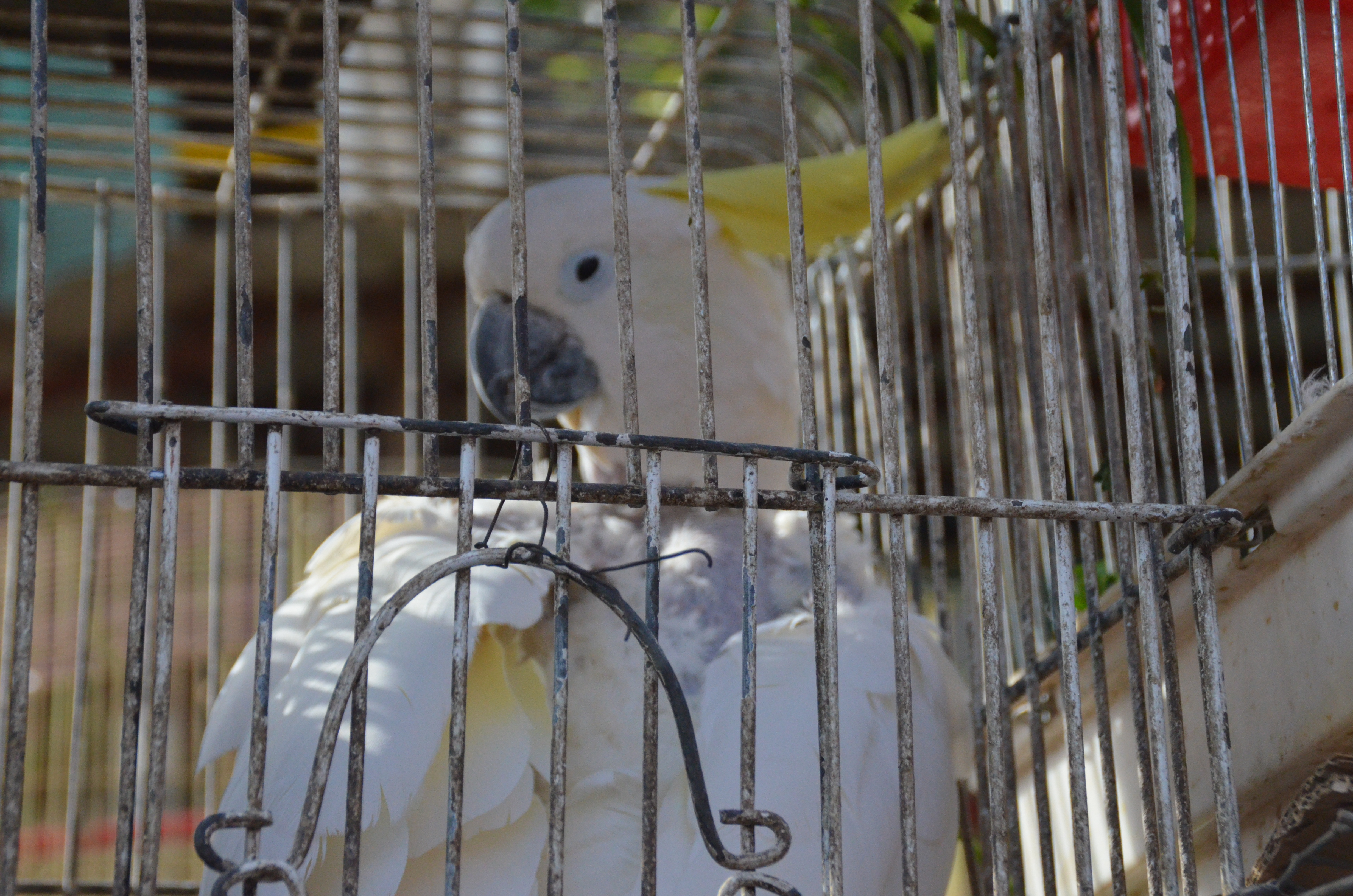
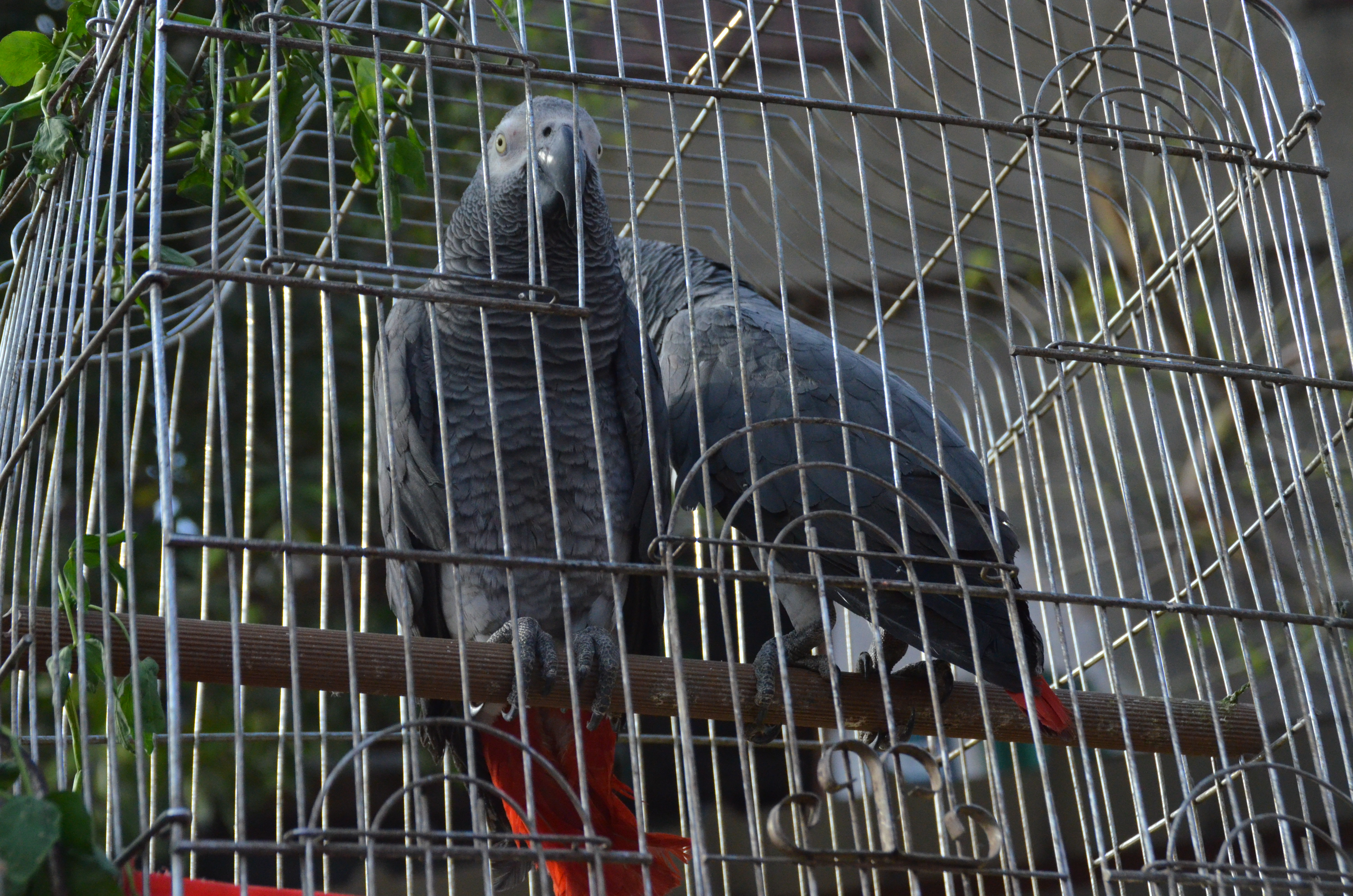
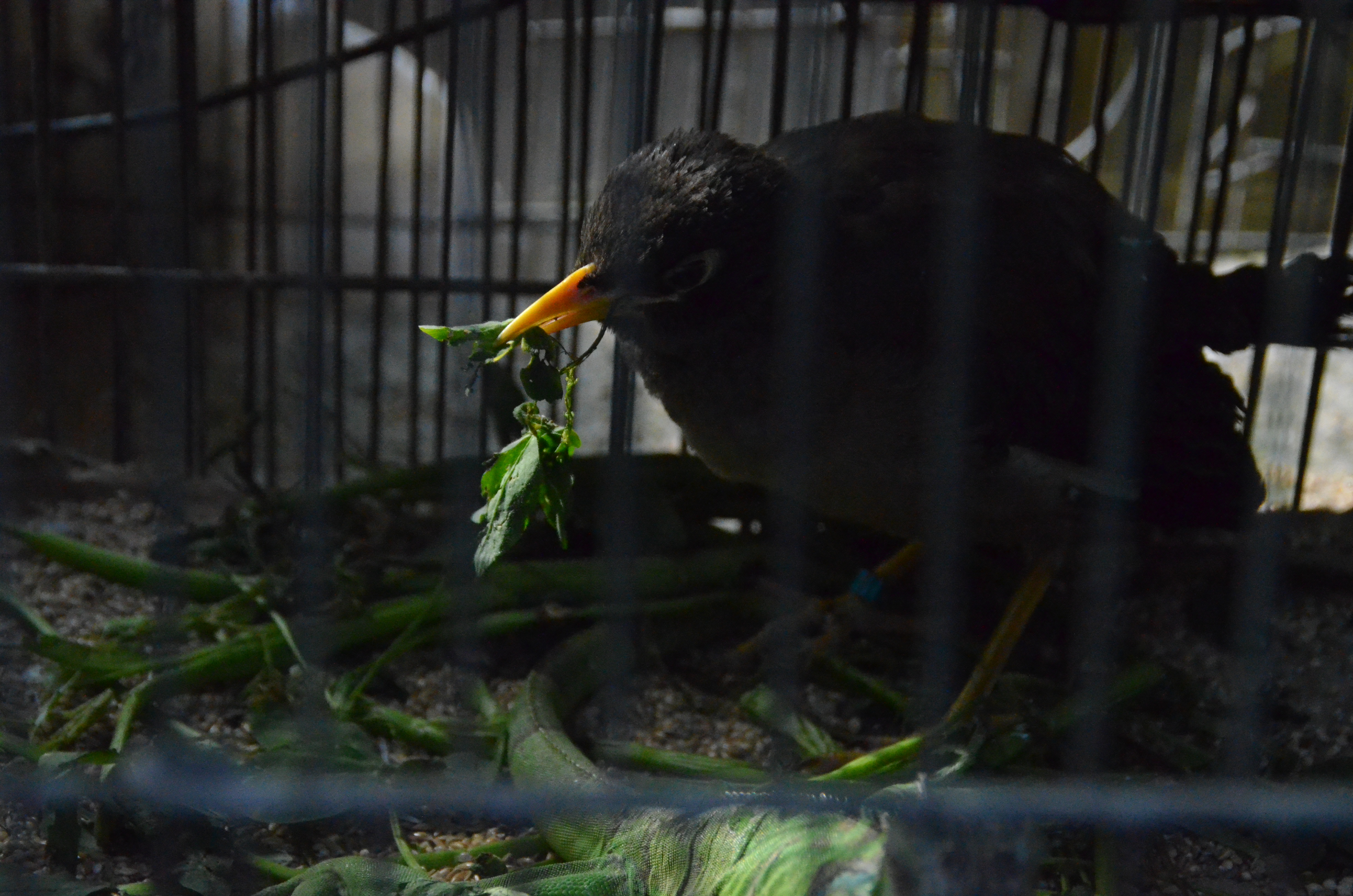
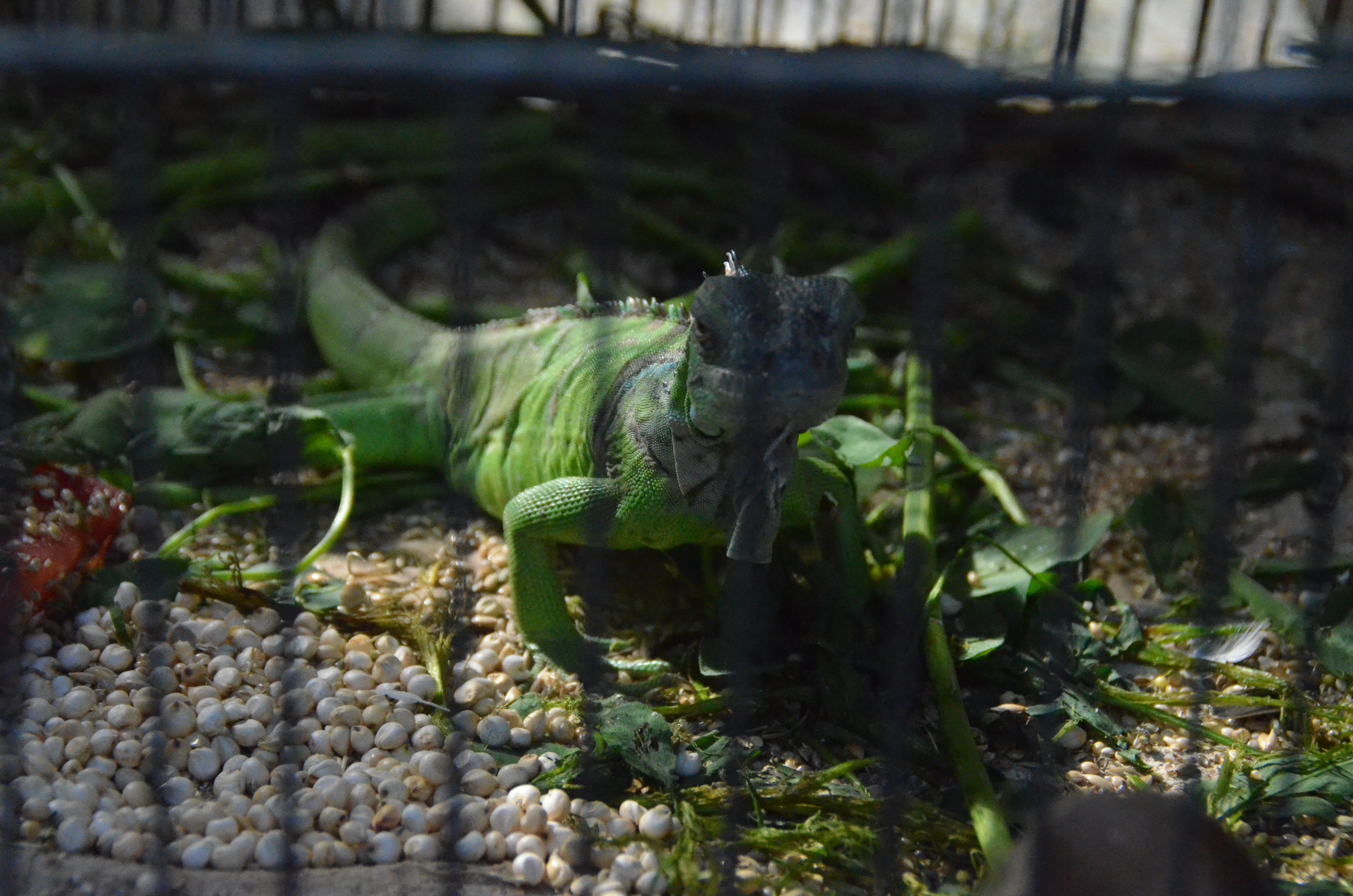
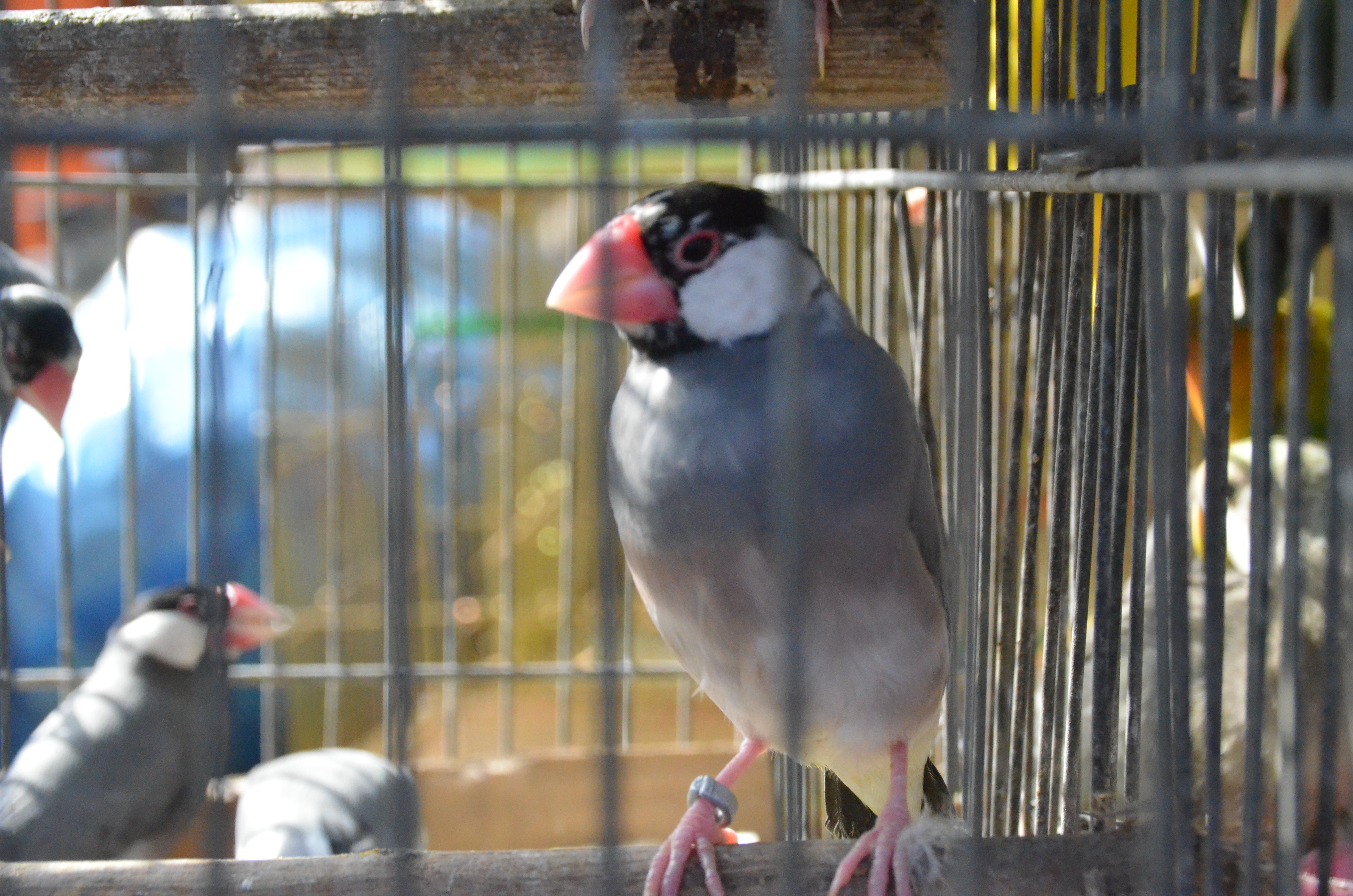

## حوادث متعلقة
في عام 2012 قام اب بشراء ثعابيين الكوبرا من السوق وقتل بها بناته الثلاث.